# هيكل فلزي عضوي

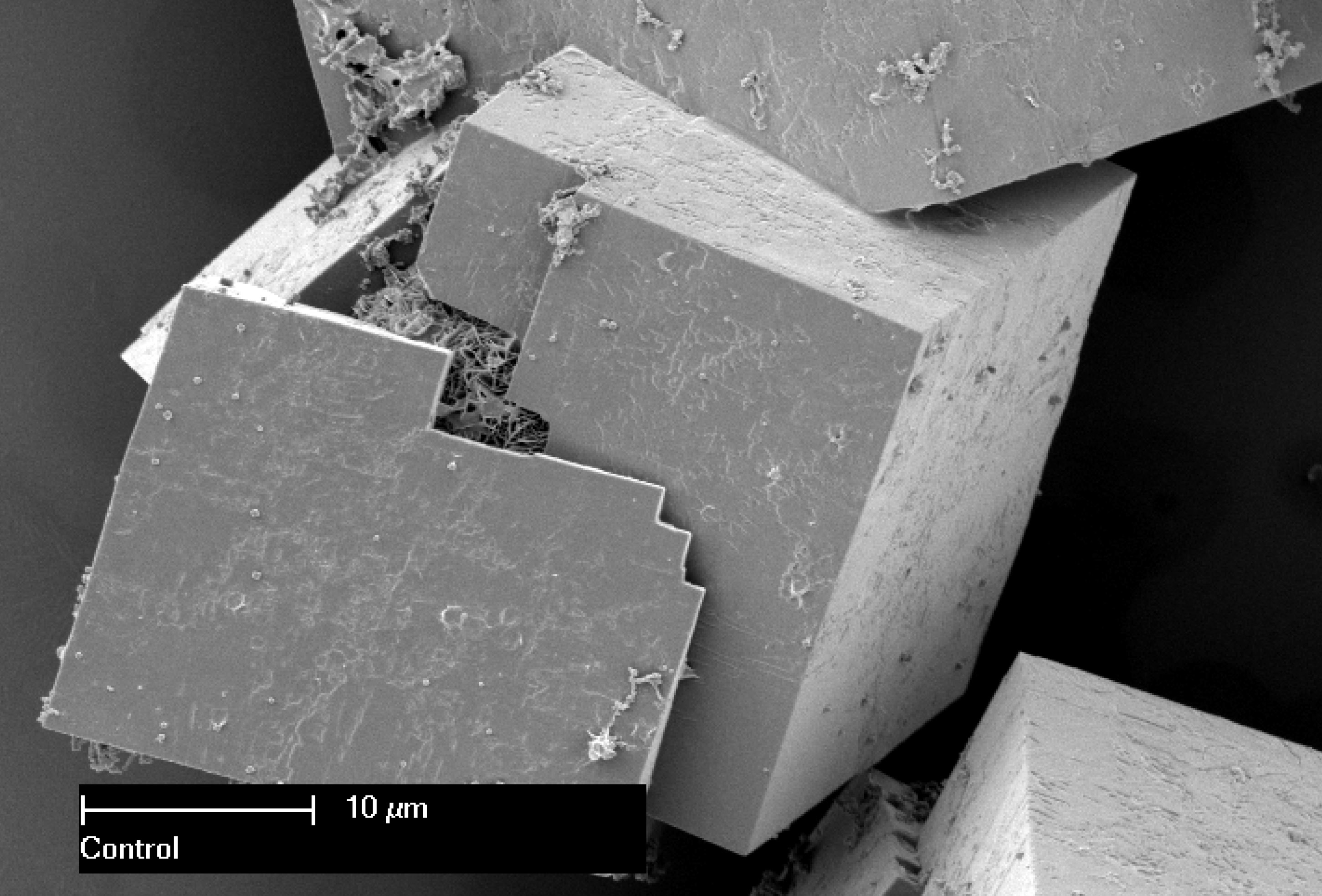

الهياكل الفلزية العضوية (يرمز لها اختصاراً MOFs من Metal-organic frameworks) هي أنظمة بللورية بالغة الترتيب، تتكون من عقد فلزية تربطها وصلات عضوية على شكل ربيطات مشكّلة ً بذلك هياكل مسامية لها مساحة أسطح فائقة. يمكن أن نحصل نتيجة هذا الارتباط على شبكات ثنائية الأبعاد، وبإضافة بوليمر تساندي، والذي يحوي على عدة مواقع تساندية فإنّه من الممكن الحصول على شبكة تساندية ثلاثيّة الأبعاد.
يمكن أن تخزّن في مسامات الهياكل الفلزية العضوية جزيئات لمواد مختلفة حسب التركيب الكيميائي وحجم المسامات، كالغازات مثل الهيدروجين وثنائي أكسيد الكربون. من الاستخدامات الأخرى للهياكل الفلزية العضوية تنقية الغازات وفصلها وفي التخفيز وكحسّاسات.
تم اختراعها في أوائل التسعينات. وتميزت بإمكاناتها الواعدة في تخزين الطاقة مثل الهيدروجين والميثان، وإنتاج الطاقة النظيفة، والمساعدة في التقاط وتخزين الغازات المسببة لظاهرة الاحتباس الحراري، مثل امتصاص واحتجاز وتخزين غاز ثاني أكسيد الكربون قبل أن يصل إلى الغلاف الجوي، وهو ما يعد أحد العناصر الأساسية حاليا في سياسات المناخ لعدد من دول العالم.